# Келії єзуїтського монастиря (Житомир)
Келії єзуїтського монастиря — одна з найстаріших архітектурних споруд у місті Житомирі. Розташовується по вулиці Леха Качинського, 12. Пам'ятка архітектури національного значення, охоронний номер — 1091.

## Історія
Монастир, від будівлі якого до нашого часу залишились лише руїни, був заснований у 1724 році ченцями-єзуїтами. Збереглись свідчення, що будівництво відбулось при сприянні польських магнатів, які запросили ченців до Житомира
. Інші історичні документи повідомляють, що землі, на яких зараз знаходиться початок сучасної вулиці Леха Качинського, були привілейовані польським королем Августом II ордену єзуїтів. Після цього відбулось заснування колегії та монастиря. Територія монастиря мала адміністративну незалежність від інших частин міста і перебувала під владою короля. Так виникла назва Єзуїтська Юридика, якою часто називають цю історичну пам'ятку. Термін «Юридика» означає «знаходження під королівською владою».
При монастирі діяла трикласна школа, яка була першою, що з'явилась у місті Житомирі
. Територія Юридики містила житло для викладачів та студентів. Працював завод по виробництву свічок Не дивлячись на досить значні розміри монастиря, всі будівлі зведені в I половині XVIII століття були дерев'яними.
В середині XVIII століття єзуїти розгорнули значну будівельну активність. У 1750—1762 роках побудували кам'яний костел, а в 1762—1766 роках будівлю келій, руїни якої збереглися до сьогодні, а наприкінці 1760-х років нову будівлю школи.
Після скасування ордену єзуїтів в 1773 році опіка над школою перейшла до держави. Так звана «Видзялова» школа почала займати майже всю територію і будівлі колишнього монастиря. Її утримання відбувалось коштом Едукаційної комісії. Школа отримала статус училища. У 1784 році кількість учнів в училищі сягала 600 осіб. Після приєднання Житомира до Російської імперії частина будівель монастиря була відведена для розміщення присутніх місць.
Територія пам'ятки була місцем проведення різних заходів. 6 серпня 1796 року у цьому місці відбулось святкування на честь створення Волинської губернії.
У 1833 році училище було ліквідовано.
, а дещо згодом в 1841 році розібрано костел. Будівлю келій частково використовували для розміщення адміністративних установ Волинської губренії, а частково в якості губернської в'язниці. Приблизно з середини XIX століття і до 1914 року будівля келій використовується виключно в якості в'язниці.
У 1943—1944 роках багато споруд на території колишньої Юридики були знищені. Проте келії монастиря збереглись. Після 1945 року у будівлі розташувались книжкові та взуттєві складські приміщення. Вони працювали до початку 1970-х років. До 1980-х років на цій території відбувалось спорудження будинків.

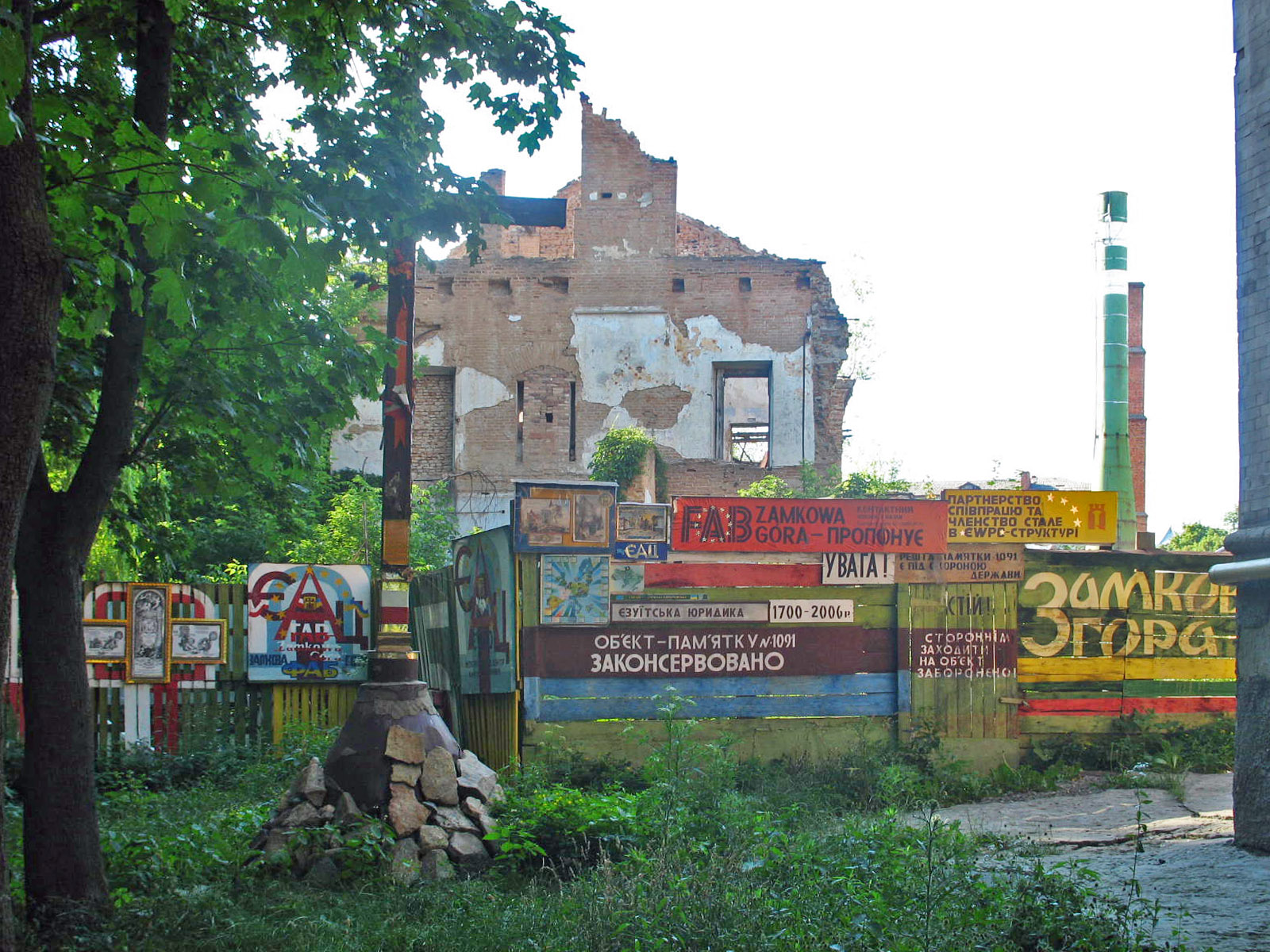
Пам'ятка поступово руйнується

У 21 столітті єдиною спорудою, яка залишилась від монастирського комплексу, є напівзруйнована будівля монастирських келій. З кожним роком вона все більше перетворюється на руїни та перебуває в аварійному стані. Планують реставрацію будівлі. На її території міститься табличка, надпис на якій свідчить про те, що пам'ятку було законсервовано.

## Архітектура

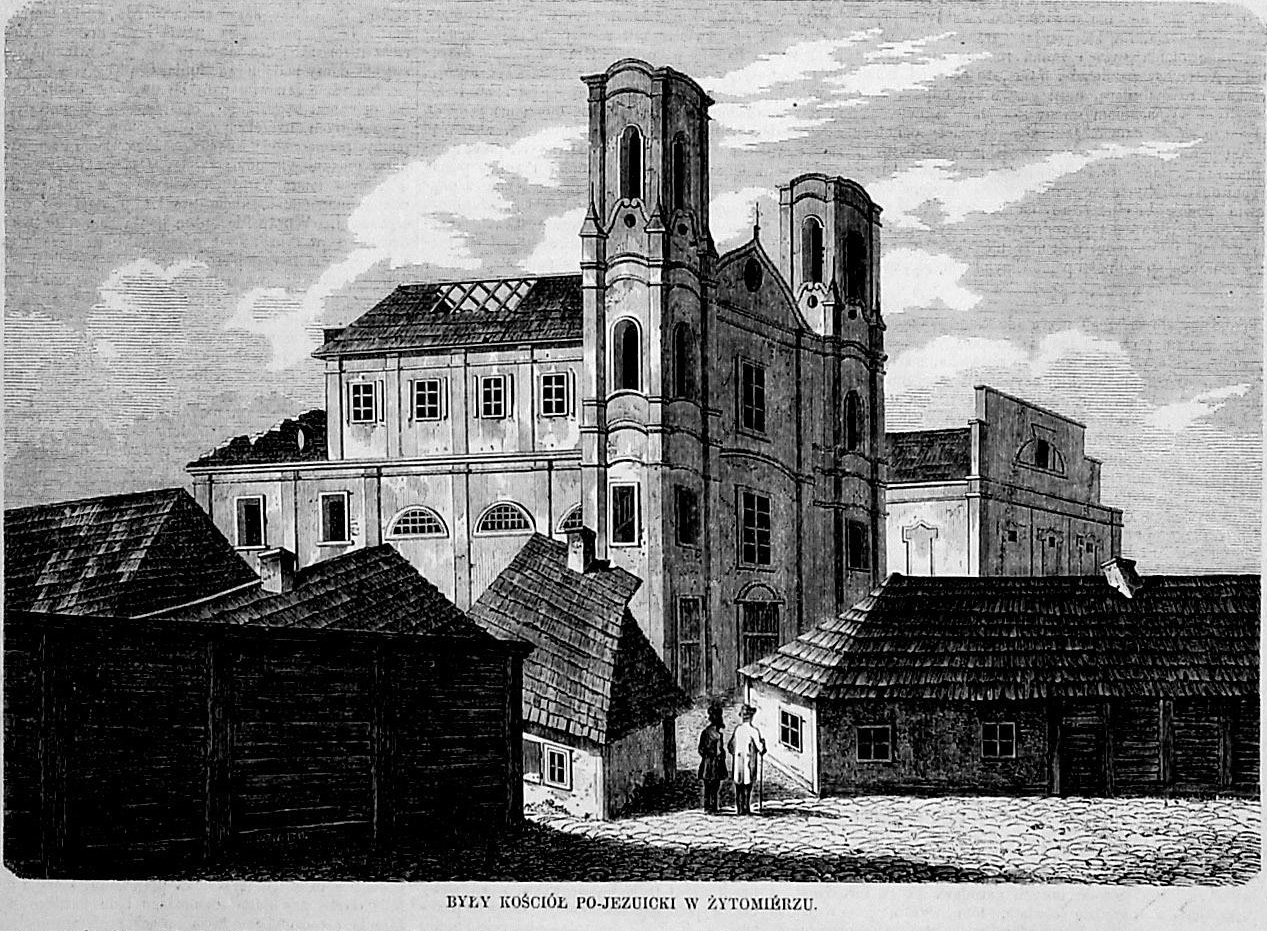
Загальний вигляд монастирського комплексу у 1838 році. Вид з Північного Сходу.

Первісно будівля була двоповерховою, цокольний поверх відрізнявся висотою. Для її спорудження була використана цегла. Цокольний поверх слугував підвальним приміщенням. Будівля була Г-подібною в плані. Розташування приміщень у келіях було одностороннім, використовувалась коридорна система. Цегляні стіни були оштукатурені та укріплювались контрфорсами. Перекриття складалось із склепінь, які виготовлялись із цегли. Перемички над отворами були клинчастими цегляними. Сходи, які поєднували поверхи між собою, були дерев'яними.
Цокольний поверх мав аналогічну будову з іншими поверхами. Єдина відмінність полягала в тому, що цокольний поверх під самою стелею мав невеликі віконні отвори. На підземному поверсі помітні сходи на рівень нижче, проте у будівлі був відсутній ще один підземний поверх. Раніше цей шлях слугував тунелем у підземелля міста. Потім цей вхід був обвалений та засипаний. Стіни підземного рівня більше метра товщиною. Стеля збереглась у задовільному стані. На цокольному поверсі помітні хрестоподібні перекриття. Одна із несучих стін будівлі містить пустотілу порожнину прямокутної форми. Вона розташовується у перестінку, який колись розділяв кімнати. В зовнішніх стінах подібні архітектурні елементи відсутні. Подібні пустоти також були знайдені у міжкімнатних капітальних стінах. Ці ніші колись слугували отворами, які розділяли приміщення, що поряд розташовувались. До 1970-х років були збережені сходи, по яких можна було потрапити на другий поверх будівлі.
Фасадний декор був досить стриманим, причому декоровано було лише північний фасад. Стіни розчленовували одинарні та подвійні пілястри, а вікна прикрашала ліпна лиштва (частково фасадний декор зберігся донині). Стилістично будівля належала до архітектури пізнього бароко. Ім'я архітектора точно не відоме, але найвірогідніше проєкт розробив о. Павел Гіжицький ТІ.

## Костел

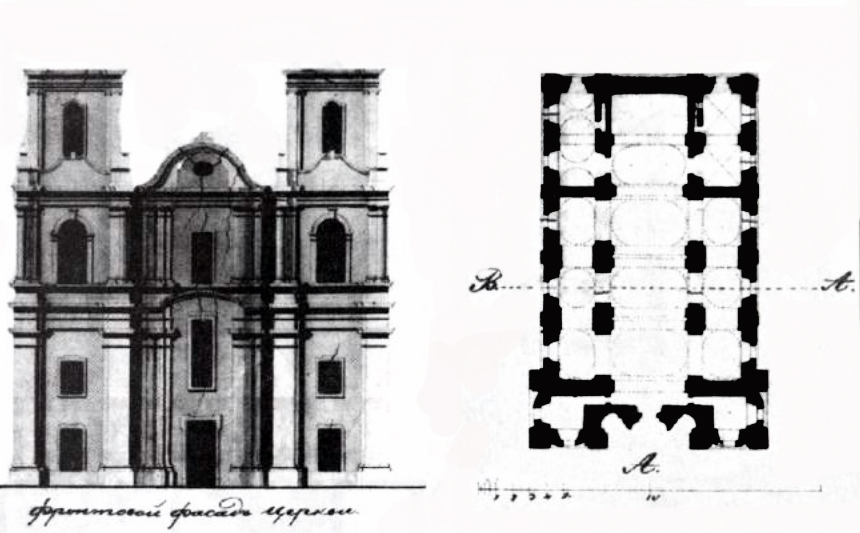
Костел монастиря єзуїтів. Фасад та план. Оригінальні креслення зберігаються в фонді Міністерства народної освіти Російської імперії в РДІА.

Будівля костелу розташовувалася дещо на Схід від келій. Так само як і будівля келій, храм був орієнтований за лінією Північ-Південь. Головний фасад був звернений у бік замку. Типологічно костел належав до тринавних базилік з високою центральною навою. Планувально споруда близька до єзуїтських костелів Овруча, Старого Самбору та Вінниці. Храм було зведено в стилі пізнього бароко. Північний фасад належав до типу так званих динамічних фасадів (в плані мав криволінійні вігнуті та ввігнуті форми), був фланкований двома триярусними вежами. Стіни розчленовувалися подвійними і потрійними пілястрами тосканського та корінфського ордеру. Вікна прикрашалися складнопрофільованою ліпною лиштвою.
Будівля костелу зводилася в 1750—1762 роках за проєктом Павела Гіжицького. Однак, у зв'язку з тим, що в 1755 або 1756 році керівництво роботами перейшло до Паоло Фонтани первісний проєкт було дещо змінено. Зокрема, П.Фонтана повністю переробив вирішення головного фасаду. Після приєднання Житомира до Російської імперії костел було закрито. В 1830-х роках споруда перебувала в аварійному стані. Розібрана на будівельні матеріали в 1841 році.